# 국도 제329호선 (중국)
국도 제329호선(중국어: 329国道)은 저장성 항저우시와 푸퉈구의 신자먼 가도 사이를 이어주는 총 연장 292 km의 거리를 가진 중화인민공화국의 일반 국도이다.

## 주요 경유지
주요 경로 및 거리는 다음과 같다.
| 주요 경로 및 거리 |           |
| \| 도시 \| 거리 (km) \| \| ------------------------- \| --------- \| \| 저장성 항저우시 \| 0 \| \| 저장성 샤오산구 \| 34 \| \| 저장성 사오싱시 \| 75 \| \| 저장성 상위구 \| 110 \| \| 저장성 츠시시 \| 152 \| \| 저장성 닝보시 \| 216 \| \| 저장성 바이펑진(중국어판) \| 262 \| \| 저장성 저우산시 \| 268 \| \| 저장성 푸퉈구 \| 292 \| |           |
| 도시 | 거리 (km) |
| 저장성 항저우시 | 0         |
| 저장성 샤오산구 | 34        |
| 저장성 사오싱시 | 75        |
| 저장성 상위구 | 110       |
| 저장성 츠시시 | 152       |
| 저장성 닝보시 | 216       |
| 저장성 바이펑진 | 262       |
| 저장성 저우산시 | 268       |
| 저장성 푸퉈구 | 292       |

## 같이 보기
- 중화인민공화국의 일반 국도